# Stenasellus kenyensis
Stenasellus kenyensis là một loài chân đều trong họ Stenasellidae. Loài này được Magniez miêu tả khoa học năm 1975.